# Usora (Gemeinde)
Usora (serbokroatisch-kyrillisch Усора) ist eine 1998 gegründete Großgemeinde (Općina) in Bosnien und Herzegowina mit etwa 7.500 Einwohnern. Sie liegt in Mittelbosnien im Kanton Zenica-Doboj der Föderation und ist mehrheitlich von Kroaten bevölkert. Usora liegt am gleichnamigen Fluss, der kurz vor der Stadt Doboj in den Fluss Bosna mündet.

## Geschichte
Das Gebiet der heutigen Gemeinde Usora wurde bereits in der Altsteinzeit bewohnt. Die Beweise dazu entdeckten Đuro Basler und Zdravko Marić in der Ortschaft Makljenovac.
Das Gebiet Usora und Soli lag vollständig in der alten römischen Provinz Pannonien. Danach gehörten diese Gebiete zum Staat der Braslav und Ljudevit Posavski.

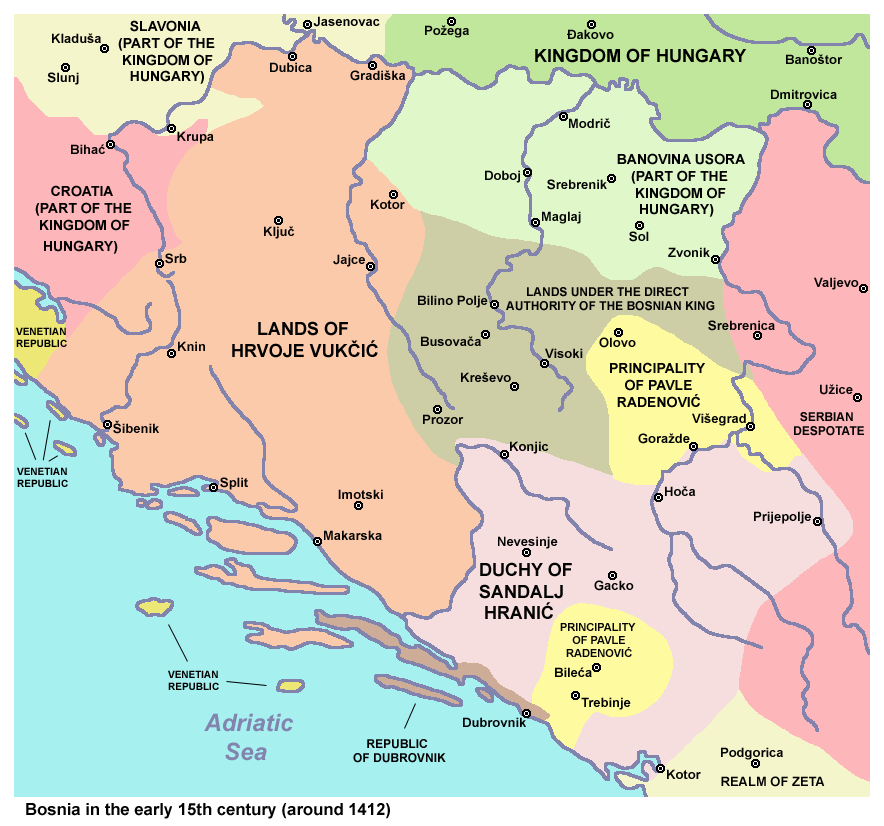
Die Banovina Usora und Soli um 1412

Die historische Banschaft Usora und Soli umfasste fast das gesamte nordöstliche Bosnien. Sie kam zu Bosnien (bzw. dem altbosnischen Königreich) während der Zeit des ersten bosnischen Ban Borić, noch vor 1163. Vermutet wird, dass Ban Borić Usora und Soli als Geschenk des ungarisch-kroatischen Königs für seine Treue im Krieg gegen den byzantinischen Kaiser Manuel I. erhielt. In der Folgezeit wechselten Usora und Soli mehrfach zwischen bosnischer und ungarisch-kroatischer Herrschaft.
Usora ist von der Christianisierung bis heute römisch-katholisch geblieben. Selbst als 1236 der Großteil des bosnischen Adels den katholischen Glauben aufgab, blieb Usoras Knez Sebislav, laut einem Brief des Papstes Gregor IX. vom 8. August 1236 wahrscheinlich ein Enkel des Kulin Ban, „wie eine Lilie inmitten von Dornen“ katholisch.
Das Gebiet Usora war im erweiterten Gebiet Usora und Soli ab 1272 unter Ban Henrik Gesinovac (Banovina) vereinigt. Ab 1326 war die Banovina unter der Familie Bilosevic und ab 1399 unter der Familie Zlatonosovic zur Woiwodschaft aufgestiegen. Letzter Wojwode war Tvrtko Stancic. Danach fiel Usora um 1520 unter türkische Herrschaft. In Teilen des Gebiets fand eine Islamisierung statt, diese sind heute nicht mehr Teil von Usora.
Vor dem Bosnienkrieg war das noch immer durch Kroaten besiedelte Gebiet der heutigen Gemeinde verwaltungstechnisch auf zwei Nachbargemeinden aufgeteilt: Auf die Gemeinde Doboj, die mit dem Bosnienkrieg zur Republika Srpska kam, und die mehrheitlich bosniakisch besiedelte Gemeinde Tešanj. Im Bosnienkrieg wurde das Gebiet von der 110. Brigade des kroatischen Verteidigungsrates erfolgreich gegen die serbischen Angriffe verteidigt. Als kroatische Enklave inmitten serbischer und bosniakischer Siedlungsgebiete wurde Usora infolge der Neuordnung Bosniens nach dem Krieg zur eigenständigen Gemeinde erhoben.
Die Kirche Hl. Vasilije Ostroški wurde 2010 erbaut.

## Ortschaften
Die Gemeinde Usora umfasst die Ortschaften Alibegovci, Bejici, Omanjska, Sivsa, Srednja Omanjska, Ularice sowie Teile der Orte Makljenovac, Novi Miljanovci (Filipovici i Kovcici), Žabljak und Tesanjka (§ 2 Artikel 10 des Konstituierungsgesetzes aus dem Jahr 1998).
Sitz der Gemeinde Usora ist der Ort Sivša, wo auch ein kroatisches Konsulat für diese Region eingerichtet ist.